# Francesco Bruni (politico 1964)
Francesco Bruni (Lecce, 26 novembre 1964) è un politico italiano.

## Biografia

### Attività politica

#### Sindaco di Otranto
Già consigliere comunale, è stato sindaco di Otranto per due mandati consecutivi, dal 1997 al 2007, e per un terzo mandato dal 2023.
Nel corso del suo primo mandato amministrativo ha contribuito alla definitiva istituzione del Parco naturale regionale “Costa Otranto-Santa Maria di Leuca e Bosco di Tricase” e richiesto al Ministero dell’Ambiente l’istituzione di un’area marina protetta lungo la costa a sud di Otranto.
L’amministrazione comunale da lui guidata ha, prima, sventato la cessione del Faro di Palascìa a privati e, poi, ne ha fatto il simbolo dell’Alba dei Popoli, ovvero della manifestazione che dal 31 dicembre 1999 celebra per ogni capodanno il sorgere del primo sole dell’anno nel punto più ad Est d’Italia. 
Durante il VII congresso nazionale del novembre 2003 è stato eletto componente del direttivo nazionale di Legambiente.

#### Consigliere della provincia di Lecce
Dal luglio 2004 al novembre 2013 è stato eletto per due mandati consecutivi nel consiglio provinciale di Lecce.

#### Elezione a senatore
Alle elezioni politiche del 2013 viene eletto al Senato della Repubblica, in regione Puglia, nelle liste del Popolo della Libertà.
Il 16 novembre, con la sospensione delle attività del Popolo della Libertà, aderisce a Forza Italia.
Fa parte della corrente fittiana del partito, critica nei confronti del leader Silvio Berlusconi, che il 30 maggio 2015 abbandona Forza Italia per aderire ai Conservatori e Riformisti, il neonato movimento politico di Raffaele Fitto.
Il 28 febbraio 2017 aderisce a Direzione Italia, naturale proseguimento del percorso politico di Conservatori e Riformisti.
Il 2 aprile 2017, assieme agli altri sei senatori di Direzione Italia confluisce nel Gruppo misto, per via dello scioglimento del gruppo parlamentare (ormai al di sotto della soglia minima di 10 senatori); l'11 maggio successivo aderisce al gruppo parlamentare di centro-destra "Grandi Autonomie e Libertà-Unione dei Democratici Cristiani e dei Democratici di Centro".
Il 22 dicembre 2017, assieme agli altri sei senatori di Direzione Italia e alle tre senatrici di Fare!, confluisce nel nuovo gruppo parlamentare Noi con l'Italia.